# Parrya saxifraga
Parrya saxifraga är en korsblommig växtart som beskrevs av Viktor Petrovitj Botjantsev och Aleksei Ivanovich Vvedensky. Parrya saxifraga ingår i släktet Parrya och familjen korsblommiga växter. Inga underarter finns listade i Catalogue of Life.